# 少年ポピー
『少年ポピー』は、かつて少年画報社から発行されていた月刊少年漫画誌。

## 概要
少年キングの増刊で正式な誌名は『増刊少年キング 少年ポピー』。児童向け月刊少年漫画誌として1977年創刊『コロコロコミック』における後追い雑誌の一部に過ぎず、版型も同じA5判であった。1980年8月号創刊、翌年6月号で休刊となった。
競合他誌と異なり、他社他誌で過去に掲載されていた人気漫画作品の再掲載が殆どであり、オリジナル新作は『ふくめんプロレス王タイガーマスク』（テレビアニメ『タイガーマスク二世』の原作。メディアミックスの一環で少年画報社の少年漫画総合レーベル「ヒットコミックス」で単行本化されるのを期にアニメ作品と同題に改題。休刊とともに打ち切られたが、アニメ化を機にストーリー作りの観点により週刊少年キングの後継誌である「少年KING」で連載を再開した。）と『雪姫ちゃんとゲゲゲの鬼太郎』、『魔球天使』（作：久保田千太郎、画：川手浩次）くらいであった。
玩具メーカーのポピーがメインスポンサーを務めており、全ての号で表2・表4が同社の広告だった。誌面構成としては概ね漫画作品に偏っており、競合誌で診られる漫画作品と同じぐらいに力を入れているホビー情報はあまり力を入れておらず、専ら同社の玩具広告がその役目を果たしていた。現在も刊行され、『コロコロ』にとっては唯一無二のライバルにあたる『最強ジャンプ』（集英社）も漫画中心、ホビー少なめの誌面構成と、本誌とほぼ同じである。